# Почепський район
Почепський муніципальний район — адміністративна одиниця в центрі Брянської області Росії.
Адміністративний центр — місто Почеп.

## Географія
Площа району — 1887 км². Основні річки — Судость.

## Історія
5 липня 1944 року Указом  Президії Верховної Ради СРСР була утворена Брянська область, до складу якої, поряд з іншими, був включений і Почепський район.

## Демографія
Населення району становить 45,9 тис. чоловік, у тому числі в міських умовах проживають близько 17,2 тис. Усього налічується 247 населених пунктів.